# Felipe de la Mata Pizaña
Felipe de la Mata Pizaña (8 de enero de 1972) es un abogado, maestro y escritor mexicano que se desempeña como magistrado de la Sala Superior del Tribunal Electoral del Poder Judicial de la Federación (TEPJF) desde noviembre de 2016.
Profesor de la Facultad de Derecho de la Universidad Nacional Autónoma de México (UNAM) y de la Universidad Panamericana (UP).
Columnista en El Universal, La Silla Rota, El Economista y la Revista Proceso.
Autor de la novela Las Heridas de la editorial Espasa.

## Estudios
Abogado por la Escuela Libre de Derecho (1995); Maestro en Derecho por la Universidad Iberoamericana (2001); Doctor en Derecho con mención honorífica por la Universidad Panamericana (2009) y Doctor en Derechos y Libertades constitucionalmente reconocidas con mención cum laude por la Universidad de Castilla-La Mancha (2015). 
Cursó el posgrado en Derecho Mercantil por la Escuela Libre de Derecho (2000);  Especialidad en los VIII Cursos de Posgrado en Derecho por la Universidad de Salamanca (2001) y el posgrado de Especialización “Justicia Constitucional: teoría y práctica actual” en la Universidad de Castilla-La Mancha (2006).

## Actividad profesional
Felipe de la Mata Pizaña se ha desempeñado por más de 25 años en diversos puestos de la carrera judicial electoral en el Tribunal Electoral del Poder Judicial de la Federación.
Ha sido Secretario Auxiliar de Secretario Proyectista (1997); Secretario Instructor y Secretario de Estudio y Cuenta de la Sala Superior del TEPJF (1998-2007 y 2009-2011); Coordinador General de Asesores del TEPJF (2011-2013); Secretario General de Acuerdos de la Sala Superior del TEPJF (2013-2014) y Magistrado fundador de la Sala Regional Especializada del TEPJF (2014-2016)   .
A propuesta de la Suprema Corte de Justicia de la Nación (SCJN), el Senado de la República lo eligió Magistrado Electoral de la Sala Superior del Tribunal Electoral del Poder Judicial de la Federación, por un periodo de 9 años. Inició su gestión el 4 de noviembre de 2016.

## Actividad docente y académica
Desde 1997 ha sido profesor titular de diversas materias a nivel licenciatura y postgrado en las Universidades Panamericana, Iberoamericana y en la Facultad de Derecho de la Universidad Nacional Autónoma de México, sobre Derecho Constitucional, Derecho Electoral y Derecho Civil.
Forma parte del Claustro de profesores internacionales de la Especialidad en Justicia Constitucional y Tutela de los Derechos Fundamentales de la Universidad de Castilla-La Mancha, en Toledo, España.
Ha impartido más de 200 conferencias en México y en el extranjero.
Ha realizado de manera permanente actividades de investigación jurídica y es autor, coautor y coordinador de más de 30 libros.
Su novela “Las Heridas”, ha sido publicada por la editorial Espasa, en 2024.

## Criterios jurisdiccionales
En su trayectoria profesional ha colaborado en el desarrollo de múltiples criterios jurisdiccionales, en especial, en relación con la protección de los principios constitucionales, la democracia y la garantía de los derechos políticos y electorales de las minorías y los grupos históricamente excluidos.
a) Derechos políticos de las personas en prisión preventiva
Con la propuesta de sentencia del magistrado Felipe de la Mata, la Sala Superior impulsó la garantía del derecho al voto de las personas encarceladas que no habían sido condenadas. Esto materializa el principio de presunción de inocencia. Como resultado de lo anterior, en la elección federal de 2021, las personas en prisión preventiva votaron por primera vez, lo que permitió sentar las bases para que se materializara este derecho en todo el país para la elección presidencial de 2024.
b) Derechos políticos de las personas binacionales
También ha contribuido a la formación del criterio jurisprudencial de que las personas con más de una nacionalidad puedan votar, a pesar de las restricciones indebidas en la ley electoral mexicana. Asimismo, elaboró el proyecto aprobado por la mayoría de los integrantes del Tribunal Electoral sobre la aceptación de un catálogo más amplio para acreditar la condición migratoria de las personas mexicanas en el extranjero.
c) Derechos políticos de las personas no binarias
Con las aportaciones del magistrado de la Mata, la Sala determinó que los formatos del registro para aspirar a una consejería de las autoridades electorales deben incluir una tercera casilla para las personas que se identifican como no binarias, así como un mandato para que otras instituciones y partidos políticos publiquen lineamientos para establecer acciones afirmativas para las personas no binarias y trans; aunado al criterio sostenido sobre la relevancia de que las cuotas de la comunidad LGBTQ+ no se obtengan al restarle espacios a las mujeres.
d)	Derechos políticos de las personas adultas mayores
También ha impulsado una protección más avanzada de los adultos mayores, al considerarse que en estos casos sus demandas serán revisadas tomando en cuenta de manera particular los principios de igualdad, no discriminación, protección especial y presunción de vulnerabilidad. De estos criterios surgió la Tesis XI/2017.
e)	Derechos políticos de las personas con alguna discapacidad
Con su contribución activa la Sala Superior también ha promulgado una serie de criterios para reforzar la protección de los derechos político-electorales de las personas con alguna discapacidad, al obligar al Congreso de la Unión a promulgar leyes que contengan medidas que les garanticen de forma plena el ejercicio de estos derechos, asimismo, se ha ordenado en diversos asuntos a la autoridad electoral a que emita lineamientos para garantizar a las personas con discapacidad el acceso a la información político electoral en formatos adecuados, acceder a la observación y verificación de las elecciones, así como para que se les facilite el derecho a votar a través de internet.
f)	Paridad y violencia política en razón de género
Otro tema relevante ha sido el de los derechos políticos y electorales de la mujer. En este sentido, la Sala Superior ha señalado la creación de diversas medidas para garantizar la paridad en todos los cargos al interior de los partidos políticos, incluidos los de mayor jerarquía, así como en la composición de las autoridades electorales locales, que pueden estar integradas en su totalidad por mujeres. Asimismo, se ha contribuido a la formación de criterios de paridad de género en todos los cargos de representación política, así como la paridad horizontal en las candidaturas a las gubernaturas y a la Presidencia de la República.
En relación con la violencia política de género, se les ha instruido a diversas instituciones que adopten medidas que protejan a la víctima de violencia política contra las mujeres en cualquier etapa de un proceso y dentro de cualquier medio. Asimismo, ordenaron al Instituto Nacional Electoral crear un registro público de personas que hayan cometido un acto de violencia política contra las mujeres para inhibir este tipo de violencia.
g)	Libertad de expresión y protección al periodismo
En materia de libertad de expresión, realizó los proyectos de sentencias que protegen la libertad de prensa dentro de contextos electorales, como la prohibición de que los partidos políticos utilicen la imagen de un periodista en su publicidad sin justificación, ya que esto rebasa el límite de la libertad de expresión. Asimismo, la Sala señaló que los periodistas y los medios de comunicación son libres de definir las noticias que publican, por tanto, no es posible controlar previamente su difusión, para evitar la censura. Además, la Sala afirmó que los partidos políticos tienen prohibido utilizar las noticias como propaganda, ya que puede interpretarse que los medios de comunicación no son neutrales. También, con la mayoría de la Sala, redactó y votó que la sátira, el humor y la parodia en un contexto político están protegidos por la libertad de expresión. Por lo que, se ha consolidado la línea jurisprudencial de la interpretación pro periodismo, como es el caso de la exoneración de una periodista por hacer afirmaciones y críticas fuertes a una persona que ejerce un cargo de elección popular.
h)	Derecho de autodeterminación de los pueblos indígenas
En cuanto a los derechos político-electorales de los indígenas, han sostenido el derecho convencional a la autodeterminación, al señalar que las comunidades indígenas pueden definir sus propias instituciones y, por tanto, las autoridades tradicionales no pueden ser eliminadas ya que están reconocidas en el artículo 2 de la Constitución Política de los Estados Unidos Mexicanos.
i)	Interés superior de la niñez en la propaganda electoral
Los niños también conllevan una importancia mayor. Antes nadie había cuestionado la participación de la niñez en la propaganda electoral, pero debido a una serie de proyectos propuestos por el magistrado de la Mata desde 2015 y votados a favor por la mayoría de la Sala, se ha creado un criterio judicial que reconoce y protege el interés superior de la niñez. De manera que, si un niño o niña aparece en cualquier propaganda política es necesario presentar, previamente a su difusión, un consentimiento expreso e informado del menor de edad y de sus padres o tutores, aunado a la obligación de salvaguardar en todo momento su integridad, seguridad y bienestar.
j)	Protección a los principios constitucionales
Asimismo, ha puesto especial interés en la protección de los principios constitucionales, ya que son claves para proteger la democracia constitucional. La Sala Superior ha declarado la nulidad de algunas elecciones porque se ha demostrado que se ha vulnerado el principio de separación entre la Iglesia y el Estado y que es necesario proteger el principio de neutralidad cuando se actualiza la injerencia de funcionarios públicos y el uso de recursos públicos en procesos electorales.
En fechas recientes, ha alertado sobre la incidencia del crimen organizado en los procesos electorales y la responsabilidad de las autoridades para proteger la seguridad y la libertad en las elecciones.

## Publicaciones
Como autor:
- Las Heridas, Espasa, México, 2024.
- 50 Lecciones de Justicia Electoral. El método del caso para la enseñanza del Derecho Electoral, TEPJF, México, 2024.
- Control de Convencionalidad de los derechos político-electorales del ciudadano, Tirant Lo Blanch, México, 2016.
- Manual del sistema de protección de los derechos político-electorales en México, con dos ediciones, Porrúa, México, 2014.

Como coautor:
- Una mirada a la historia de la Justicia Electoral en México, Porrúa, México, 2024.
- Derechos político-electorales de las personas LGBTIQ+, Tirant Lo Blanch, México, 2023.
- Justicia electoral en imágenes 2022-2023, TEPJF, México, 2023.
- Bienes y derechos reales, con 13 ediciones, Porrúa, México, 2022.
- Justicia electoral en imágenes 2021-2022. Un año de sentencias relevantes del TEPJF, TEPJF, México, 2022.
- Justicia electoral principialista, Tirant Lo Blanch, México, 2021.
- Infografías sobre sentencias del Tribunal Electoral del Poder Judicial de la Federación, TEPJF, México, 2021.
- Justicia electoral en imágenes. 100 infografías sobre sentencias del Tribunal Electoral del Poder Judicial de la Federación, TEPJF, México, 2021.
- Justicia electoral en imágenes 2020. Un año de sentencias relevantes del TEPJF, TEPJF, México, 2021.
- Derecho Familiar, con10 ediciones, Porrúa, México, 2020.
- Función judicial: ética y justicia abierta, TEPJF, México, 2020.
- Justicia electoral en imágenes 2019. Un año de sentencias relevantes del TEPJF, TEPJF, México, 2020.
- Libertad de expresión y protección del periodismo dentro del procedimiento especial sancionador, TEPJF, México, 2016.
- Derecho familiar y sus reformas más recientes en la legislación del Distrito Federal, con 6 ediciones, Porrúa, México, 2014.
- Sociedades de Convivencia, Porrúa, México, 2007.